# خيسوس يوجينيو رودريغيز
خيسوس يوجينيو رودريغيز هو مصارع هاوي كوبي، ولد في 30 يونيو 1967.

## وصلات خارجية
- خيسوس يوجينيو رودريغيز على موقع قاعدة بيانات المصارعة الدولية (الإنجليزية)
- خيسوس يوجينيو رودريغيز على موقع أوليمبيديا (الإنجليزية)